# توربازا یونوست
توربازا یونوست (به لاتین: Turbaza "Yunost") یک منطقهٔ مسکونی در روسیه است که در جمهوری آلتای واقع شده‌است.